# Gennäs
Gennäs (uttal: jenn-) är en herrgård i Pojo i Nylands län i Finland. Gården är privatägd. Den var stamgård för den nu levande adliga ätten Boije af Gennäs.

## Historia
Gennäs gård nämns första gången 1508 och ägdes då av Ragnhild Johansdotter, änka efter väpnaren Rötker Olofsson (Djäkn). Deras dotter Brita gifte sig med Anders Karlsson (Boije) i Bjursböle i Borgå socken och därefter ärvdes gården i släkten Boije till det att   Märta Kristina Boijes son löjtnanten Carl Gustaf Klick 1764 sålde gården till Fiskars bruk. Gårdens nuvarande huvudbyggnad står på en hög stenfot med två välvda källare varav den ena har ett stengolv. Till källarna leder en dörr utifrån och en inre trappa uppifrån. Stenfoten har daterats till tiden före 1600, kanske så tidig som från 1400-talet.